# Harinera La Favorita
La fábrica de harinas La Favorita es un antiguo complejo industrial y empresa ubicado en Manresa, en la provincia de Barcelona (Cataluña, España). 
Es Bien de Interés Local y actualmente se encuentra abandonada.

## Historia
En la zona ya existía un molino en el siglo XVI, junto al río Cardener. En 1861 se abrió la actual fábrica, propiedad de Vicenç Francesc Gabriel i Balaguer, que fue ampliando sus instalaciones con el paso de los años. Popularmente también se la conocía como farinera de les Obagues. A lo largo del tiempo cambió de denominación y de dueños. En 1916 se construyeron los silos de estilo modernista. En 1926 sufrió un gran incendio y reinició su actividad tras la Guerra Civil. En la actualidad, y debido a su estado de abandono, fue "okupada", desalojándose posteriormente a sus inquilinos. 

### Descripción
Se trata de un gran complejo industrial situado al sur de la ciudad de Manresa (lugar donde prosperaron muchas harineras de este tipo), junto al río, la carretera y la línea de ferrocarril de Renfe, lo cual la dotaba de unas excelentes comunicaciones y recursos. El tren tenía acceso directo a la fábrica. Se conservan casi todos los edificios del complejo, incluyendo oficinas, silos, cargaderos, naves de fabricación, almacenes, chimenea así como la presa, acequias, etc. Del conjunto de edificios destaca la nave principal  de planta baja y tres pisos, un cuerpo de almacén y silos y otro cuerpo junto a la vía del tren que hace de muelle de carga. Los tres están unidos por pasarelas metálicas cubiertas. El edificio principal de silos es obra del arquitecto modernista Alexandre Soler i March, discípulo de Domènech i Montaner.